# Astovidatu
Astovidatu (awestisch: Auflöser des Leibes), auch Asto Vidatu oder Astovidet, ist ein Dämon aus der altiranischen Mythologie. Er ist der Dämon des Todes und ist als Daeva direkt Ahriman unterstellt. Jedes Mal, wenn der Seelenführer Sraosha und Bahram (altpersisch Verethragna) die Seelen der Verstorbenen in die Lüfte geleiten, versuchen Astovidatu und Aeshma diese Seelen mit einer magischen Schlinge einzufangen.
Asto Vidatu wird als der Verfolger der Toten oder als Gott der Schatten bezeichnet. Er zählt zu den Daevas (gottähnlichen Wesen) und versuchte die kürzlich Verstorbenen, die durch Nergal und Ereškigal beurteilt worden waren, einzufangen, um sie zu verspeisen, bevor sie Irkalla verlassen und die Unsterblichen erreichen konnten. Die Seelen der Verspeisten band er in einem Messer. Asto Vidatu sammelte diese Klingen, die Namen hatten und unterschiedlichen Zwecken dienten. Es wird gesagt, dass er die Schatten bewohne und wenn der Schatten einer Person länger sei als sie selbst, dann würde er diese beobachten oder an ihnen vorbeigehen. Er ist Herr über die Attentäter und Wesen, die anderen nach dem Leben trachten, daher verehren ihn besonders die Mörder. Er selbst ist ein Diener von Aeshma, dem dunklen Boten, und vertritt diesen gelegentlich.